# Diplobrachia
Diplobrachia is een geslacht van borstelwormen uit de familie van de Siboglinidae.

## Soorten
- Diplobrachia belajevi Ivanov, 1960
- Diplobrachia capillaris (Southward, 1959)
- Diplobrachia floridensis Southward, 1971
- Diplobrachia grenadiensis Gureeva, 1981
- Diplobrachia japonica Ivanov, 1960
- Diplobrachia similis Southward & Brattegard, 1968
- Diplobrachia southwardae Ivanov, 1963